# Die verlorenen Ruinen von Arnak
Die verlorenen Ruinen von Arnak ist ein Brettspiel der tschechischen Spieleautoren Michaela „Mín“ Štachová und Michal „Elwen“ Štach. Die Spielenden übernehmen die Rolle von Expeditionsleitern, die im Spiel eine verlassene Insel erforschen. Das Spiel ist für 1–4 Spielende gedacht und braucht laut Hersteller rund 30 Minuten pro Spieler. Die verlorenen Ruinen von Arnak enthält dabei Spielelemente des Deck-Buildings, Worker Placements und Ressourcenmanagements.

## Spielmaterial
Das Spielmaterial besteht neben der Spielanleitung aus folgenden Teilen:
| Auf dem doppelseitigen Spielbrett werden gebraucht: - 19 Furchtkarten - 40 Gegenstandskarten - 35 Artefaktkarten - 15 Wächterplättchen - 16 Ortsplättchen in zwei verschiedenen Stufen - 12 Gehilfchenplättchen - 1 Mondmarker (Rundenmarker) - 16 Totemplättchen - 24 Tempelplättchen | - 5 Blockierungsmarker - 18 Forschungsbonusplättchen - 10 Reserveplättchen Als Ressourcen dienen: - 27 Münzplättchen - 27 Kompassplättchen - 16 Steinplättchen - 12 Pfeilspitzen - 9 Juwelen | Je Spielfarbe gibt es zudem: - Ein doppelseitiges Spielertableau - 4 Basiskarten - 2 Forschungsmarker - 2 Archäologen Daneben werden mitgeliefert: - 1 Startspielermarker - 1 Wertungsblock - 15 Gegneraktionsplättchen für das Solospiel |

### Spielfeld
Das Spielfeld des Grundspiels lässt sich in vier Bereiche unterteilen: Den größten Teil nimmt die Insel ein, auf der sich diverse Orte befinden, auf die die Spieler in Konkurrenz zueinander Archäologen für die Gewinnung von Ressourcen hinsenden können. Das zweite Hauptelement ist die Forschungsleiste, auf der die Spieler mit zwei Forschungsmarkern auf dem Weg zum Tempel vorwärts schreiten. Daneben gibt es eine Spielkartenauslage mit integriertem Spielrundenmarker sowie ein Vorratstableau für Ressourcen.
Weiter besitzt jeder Spieler für sich ein Expeditionsleiter-Spielertableau, das zur Organisation seines Spielmaterials dient und Sofortaktionen bereitstellt.

## Spielablauf
Das Spiel wird über fünf Runden gespielt. In jeder Spielrunde müssen die Spielenden der Reihe nach eine Aktion pro Zug durchführen, bis sie keine Aktionen mehr zur Verfügung haben. Die Spielenden können dabei eine der folgenden Hauptaktionen durchführen:
- An einem Ort graben: Damit können die Spielenden einen Archäologen an einen bereits bekannten Ort senden, um die dortigen Ressourcen zu erhalten.
- Einen neuen Ort entdecken: Wenn die Spielenden ihre Archäologen an unbekannte Orte entsenden, erwarten den Spieler Totems, die drei Siegespunkte wert sind und eine Sofortbelohnung mit sich bringen. Dazu erhalten sie ebenfalls die ihnen zuvor noch unbekannten Ressourcen des neu entdeckten Orts. Außerdem werden diese neuen Orte von einem noch unbekannten Wächter bewacht.
- Den Wächter bezwingen: Die Bezwingung eines Wächters bringt den Spielenden fünf zusätzliche Siegpunkte ein. Teilweise besitzen die Wächter zusätzlich noch einmalig durchführbare Sofortaktionen. Sollte ein Wächter bis zum Ende einer Runde nicht bezwungen werden, kassiert der betreffende Spieler eine Furchtkarte.
- Eine Karte spielen: Mit manchen Spielkarten lassen sich Aktionen durchführen. Dabei muss der Spieler unter Umständen auch entscheiden, ob er eine Karte für eine solche Hauptaktion oder zur Bezahlung von Fortbewegungskosten von Archäologen benutzen will.
- Eine Karte kaufen: Die Optimierung des zur Verfügung stehenden Kartendecks ist dabei ein weiteres Kernelement des Spiels. Außerdem bringen die Spielkarten am Ende zwischen einen und drei Siegespunkte.
- Forschen: Mithilfe von Ressourcen können die Spielenden auf der Forschungsleiste fortschreiten, was ihnen ebenfalls Belohnungen und Siegpunkte einbringt. Durch Fortschreiten auf der Leiste kann der Spieler sich ebenfalls Gehilfen freispielen und aufwerten, die ihnen Sofortaktionen bereitstellen.

Neben diesen Aktionen gibt es auch diverse Sofortaktionen, die den Spielern hauptsächlich Ressourcen verschaffen, aber ihren Spielzug noch nicht beenden. Sofortaktionen umfassen unter anderem das Einsetzen entsprechender Spielkarten, das Einsetzen von Gehilfen sowie das Einsetzen von Totems für entsprechende Belohnungen – wobei dies die Spieler auch Siegespunkte kostet.
Wenn ein Spieler keine Hauptaktion mehr durchführen kann oder will, passt er und kommt während der betreffenden Spielrunde nicht mehr zum Zug. Insbesondere gegen Ende des Spiels beschäftigt das Spiel die Spielenden immer mehr mit dem Finden von Aktionsketten, die möglichst viele Siegespunkte bringen.

## Ausgaben und Rezeption
Das Spiel Die verlorenen Ruinen von Arnak wurde von Michaela „Mín“ Štachová und Michal „Elwen“ Štach entwickelt und im vierten Quartal 2020 von der Czech Games Edition veröffentlicht. Im deutschen Sprachraum wird das Spiel von der zu Asmodée gehörenden Marke Heidelbär Games vertrieben. Inzwischen ist das Spiel in fünfzehn Sprachversionen veröffentlicht worden.
2021 gewann das Spiel den Deutschen Spielepreis sowie den International Gamers Award in der Kategorie Multiplayer.
Nominiert wurde das Spiel im gleichen Jahr ebenfalls in Deutschland als Kennerspiel des Jahres, für den Niederländischen Spielepreis und den polnischen Spielepreis Gra Roku. Das Spiel befand sich ebenfalls auf der Auswahlliste des deutschen Spielgrafikpreis Graf Ludo.

## Erweiterung
Die Erweiterung Die Expeditionsleiter bietet den Spielenden neue Expeditionsleiter. Jede dieser Expeditionsleiter verfügt neu über spezielle zusätzliche Fähigkeiten oder Vergünstigungen, die dem Spieler gewisse Taktiken vorgeben. Weiter kommen mit der Erweiterung zusätzliche Spielkarten und Helfer ins Spiel.